# Allium fibrillum
Allium fibrillum är en amaryllisväxtart som beskrevs av Marcus Eugene Jones och LeRoy Abrams. Allium fibrillum ingår i släktet lökar, och familjen amaryllisväxter. Inga underarter finns listade i Catalogue of Life.

## Bildgalleri

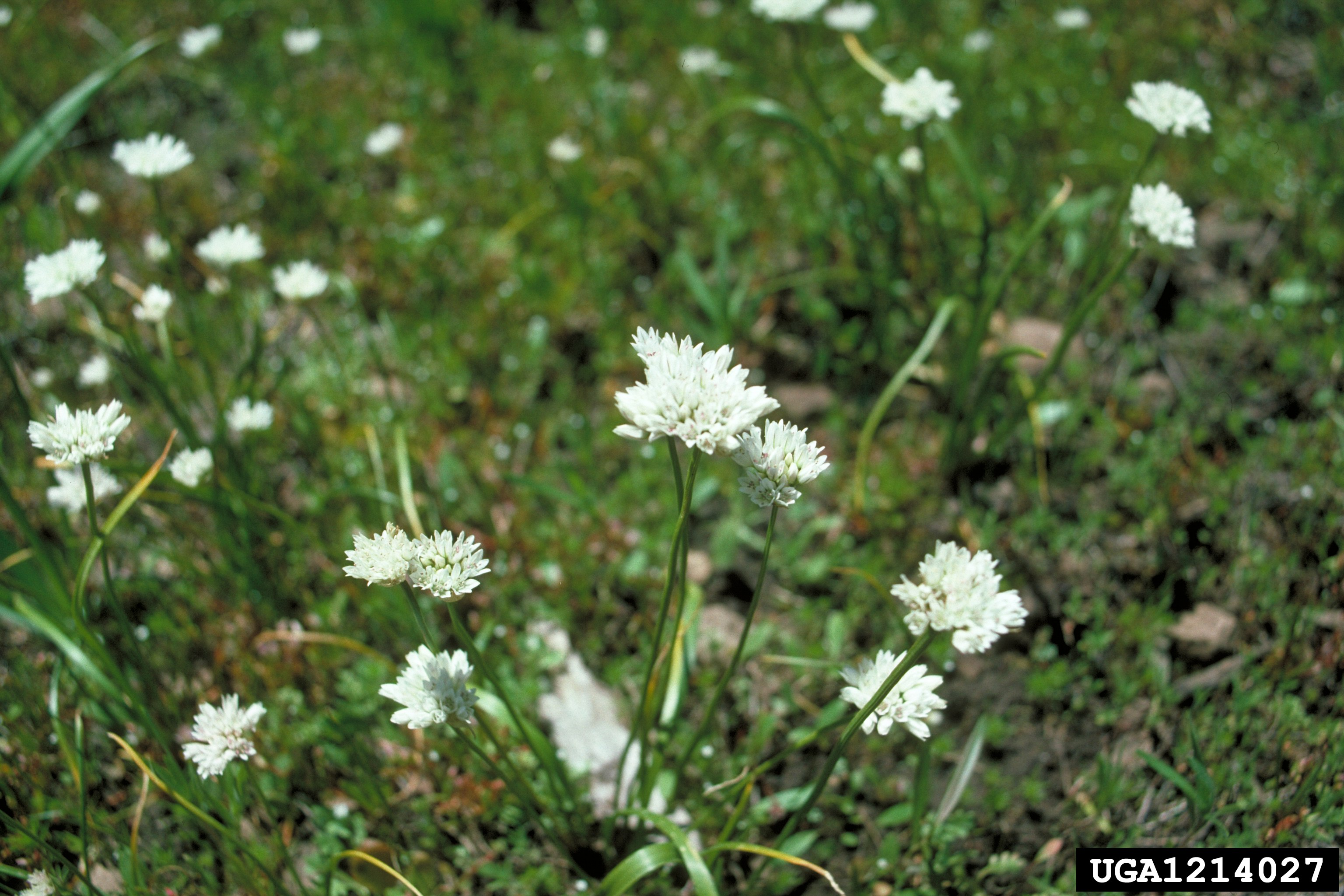